# Теплинский, Борис Львович
Борис Львович Теплинский (1899, Харьков — 1972, Москва) — советский военачальник, генерал-майор авиации (4.06.1940). Доцент. Поэт .

## Биография
Родился в семье еврейского кантора в 1899 году, мать была актрисой. Окончил восемь классов 2-й Харьковской мужской гимназии.
С июля 1916 года служил в Русской императорской армии, рядовой 17-го Черниговского гусарского полка. После Октябрьской революции в декабре 1917 года формировал красногвардейские отряды Червонного казачества.
В Красной Армии с января 1918 года. Участник Гражданской войны. С января 1918 года командовал взводом в отряде Червонного казачества и участвовал в боевых действиях против казачьих формирований генерала А. М. Каледина. С апреля 1918 года — начальник конной разведки Бахмутского рабочего полка, с июля 1918 — начальник конной разведки 5-го Карачинского стрелкового полка, с октября 1918 года — начальник конной разведки 1-го Суджинского стрелкового полка. С февраля 1919 года служил при военном коменданте Харькова: помощник командира Туземной сотни при коменданте г. Харькова и с мая 1919 — адъютант строевой части комендатуры. С июля 1919 года — начальник конной разведки Сумского крепостного полка. С сентября 1919 года — адъютант 369-го стрелкового полка, с октября 1919 года — адъютант 6-го кавалерийского полка 8-й Червонной казачьей дивизии. С апреля 1920 года состоял для поручений при начальнике 46-й стрелковой дивизия, с июля был командиром роты в 52-й стрелковой дивизии, с августа 1920 — помощником начальника штаба по оперативной части Сводной кавалерийской дивизии 13-й армии Южного фронта, с октября 1920 года командовал эскадроном в 115-м кавалерийском полку. Участвовал в боях против войск Петлюры, Краснова, Деникина и Врангеля. В боях был трижды ранен и один раз контужен.
После гражданской войны занимал ряд командных должностей. С декабря 1920 года командовал эскадроном в 16-й кавалерийской дивизии, с сентября состоял для поручения при начальнике разведотдела штаба этой дивизии. С сентября 1921 года — секретарь при командующем войсками ЧОН и начальнике Всеобуча Крыма. В марте 1922 года переведён в войска ОГПУ СССР и назначен состоять для поручений при начальнике управления войск ОГПУ Украины и Крыма, а с сентября 1922 года командовал отдельным кавалерийским полком при штабе пограничных войск Украинского округа. В октябре 1922 направлен на учёбу.
В 1925 году окончил Военную академию РККА. С октября 1925 года служил помощником командира дивизии особого назначения при коллегии ОГПУ, с ноября 1926 года — преподавателем в Высшей пограничной школе ОГПУ. В ноябре 1927 года направлен на службу в 1-е Управление штаба РККА на должность помощника начальника III отдела. С октября 1929 года преподавал тактику в Школе Червонных старшин, в апреле 1930 года стал помощником начальника 4 сектора в 10-м Управлении штаба РККА. С ноября 1930 года — начальник штаба 10-й артиллерийской бригады, с ноября 1931 года — преподаватель Военно-технической академии РККА. Но уже в декабре 1931 года переведён преподавателем в Военно-воздушную академию РККА. В 1938−1941 годах — старший преподаватель Академии Генерального штаба РККА. В 1939 году был принят кандидатом в члены ВКП(б). 
С 1941 года — начальник оперативного управления Главного штаба Военно-воздушных сил Красной Армии. Участвовал в Великой Отечественной войне. С 1942 года — начальник штаба ВВС Сибирского военного округа.
Был арестован 27 апреля 1943 года. Обвинён в том, что в 1923-1924 годах состоял в троцкистской оппозиции, с 1928 года был членом антисоветской военной организации, среди «заговорщиков» высказывал мысли о необходимости подготовки терактов в отношении одного из руководителей партии и правительства, вёл антисоветские разговоры, что поражения Красной Армии в первый год войны явились результатом неподготовленности армии к войне по вине Советского правительства. 
Первоначально Теплинский признал предъявленные ему обвинения, но вскоре от своего признания отказался. Никакие пытки не смогли заставить его взять на себя это обвинение. Допрашивал Теплинского даже сам начальник СМЕРШ В. С. Абакумов, лично выбивший ему на допросе два зуба. Как позднее писал Теплинский из тюрьмы, после 1944 года допросы прекратились и просидел в тюрьме под следствием в полной неизвестности до 1952 года. Тогда за его дело взялся новый начальник следственной части по особо важным делам МГБ СССР полковник М. Д. Рюмин, в кратчайший срок направивший его в суд. Обвинение в участии в антисоветском заговоре было исключено, а судили генерала Теплинского за «антисоветскую агитацию». 27 марта 1952 года он был осуждён Военной коллегией Верховного Суда СССР по статье 58-10 УК РСФСР к 10 годам исправительно-трудовых лагерей.
Освобождён в 1953 (по другим данным в 1954) году. 14 мая 1955 был реабилитирован: Военная коллегия Верховного Суда СССР рассмотрела заключение Генерального прокурора СССР и приговор в отношении Б. Л. Теплинского от 1952 года отменила по вновь открывшимся обстоятельствам, а дело прекратила за отсутствием состава преступления. До начала 1960-х годов вёл научную работу в Военно-воздушной инженерной академии. Автор нескольких учебников и пособий. Также через четверть века после его смерти был издан сборник стихов, сочинённых им в тюремной камере и выученных наизусть.
Похоронен на Ваганьковском кладбище.
Награждён орденом Ленина (30.12.1956), орденом Красного Знамени (1931), медалями.

## Сочинения
- Теплинский Б. Л. Воздушное наблюдение: Пособие для подготовки постов ВНОС Осоавиахима. — Москва: Госвоениздат, 1931.
- Теплинский Б. Л. Основы общей тактики ВВС. Часть 1. — Москва: Учебный отдел Академии Генерального штаба РККА, 1939.
- Теплинский Б. Л. Основы общей тактики военных воздушных сил. — Москва: Воениздат, 1940.
- Теплинский Б. Л. Современное состояние и развитие реактивных снарядов за рубежом. — Москва: [б. и.], 1958.
- Теплинский Б. Л. Стратегическое применение реактивных снарядов (по зарубежным взглядам). — Москва: [б. и.], 1959.
- Теплинский Б. Л. Об особенностях взаимодействия авиации с наземными войсками и о роли авиации в современной войне. — Москва, 1965.
- Теплинский Б. Л. Девятый год [сборник стихов]. — Москва: Возвращение, 1998. — (Поэты — узники ГУЛАГа. Малая серия).; ISBN 5-7157-0004-3.